# Anakonda 16

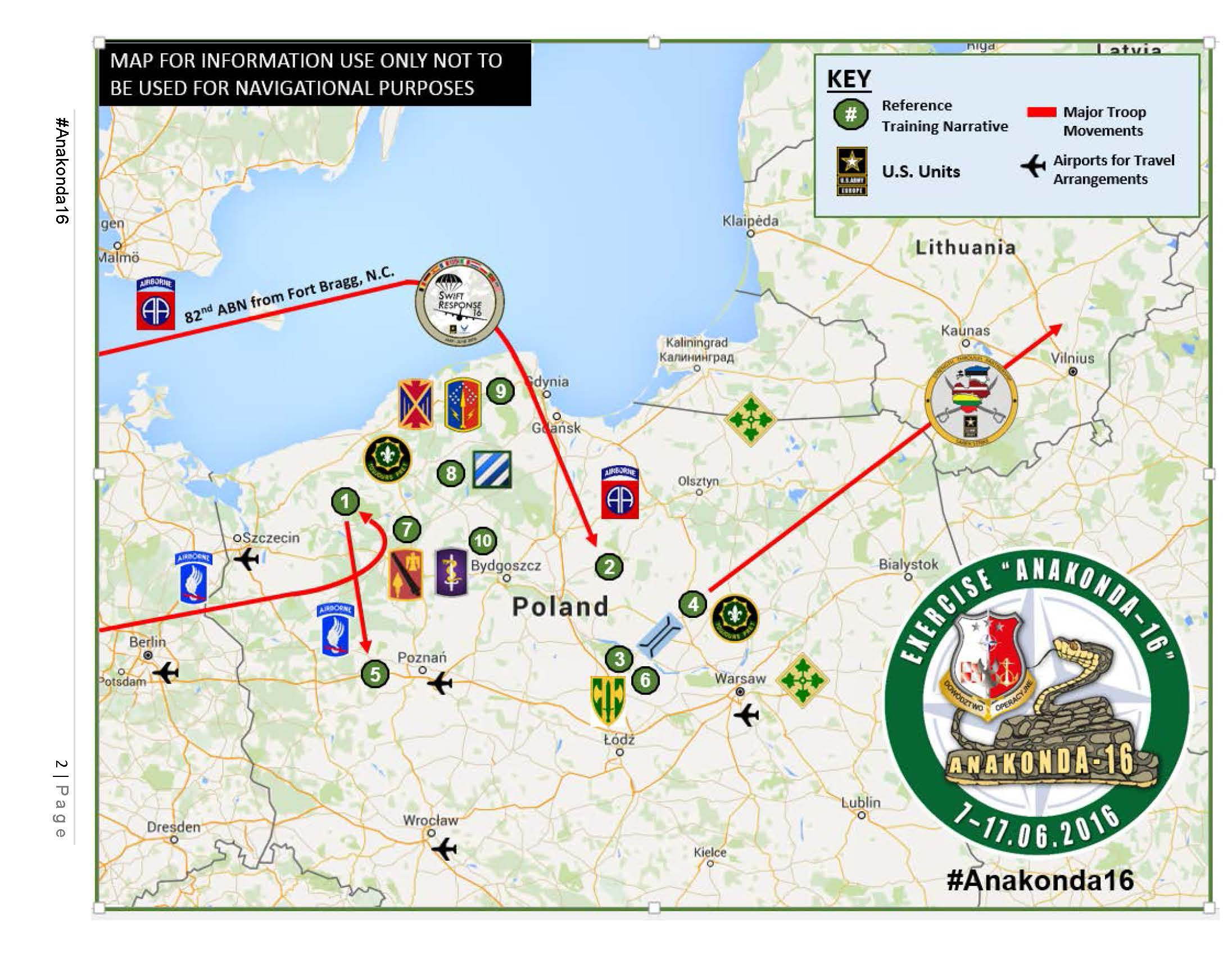
Übungsraum von Anakonda 2016

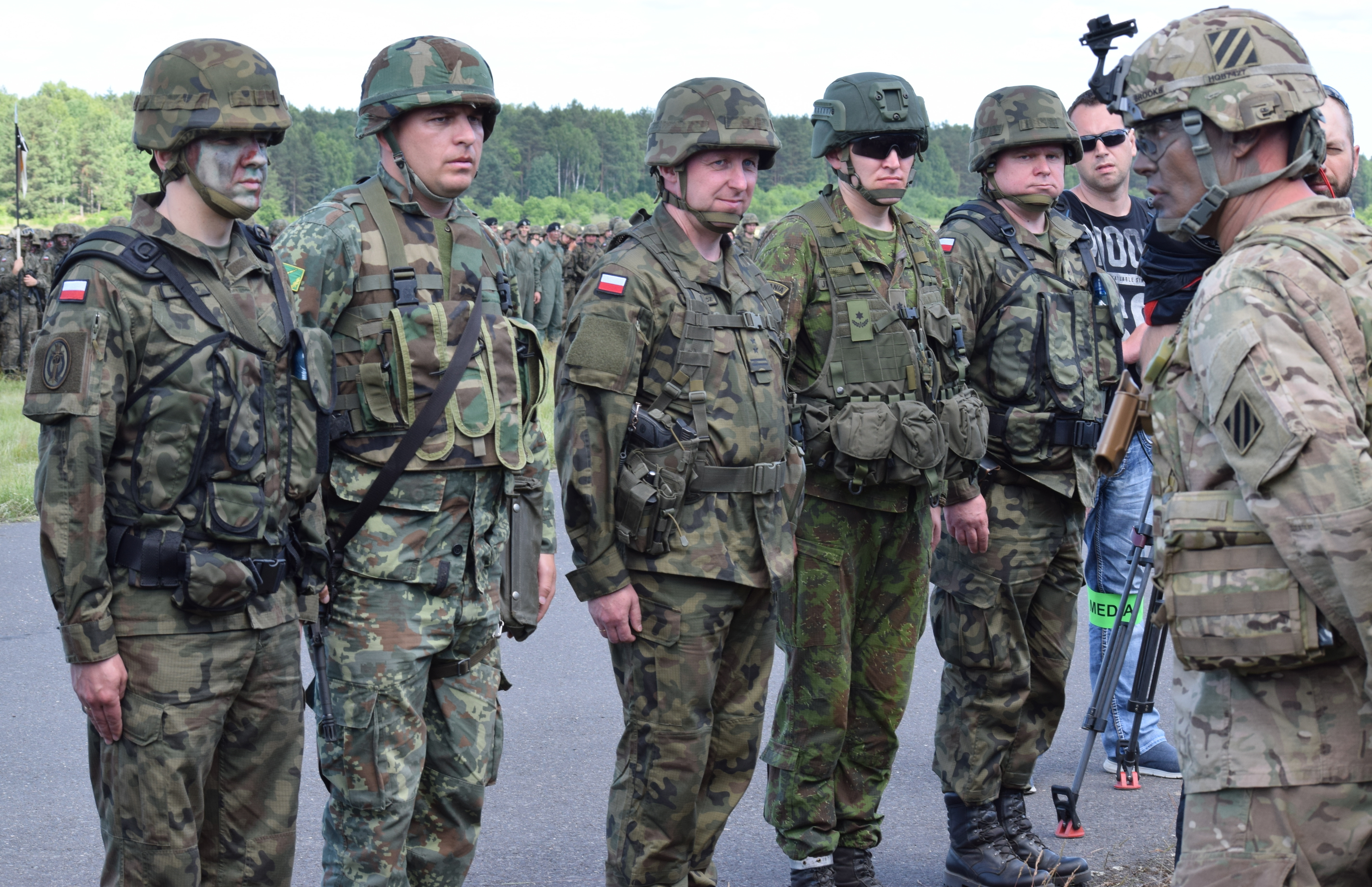
Befehlsausgabe an eine multinationale Gruppe von Soldaten während der Eröffnungszeremonie

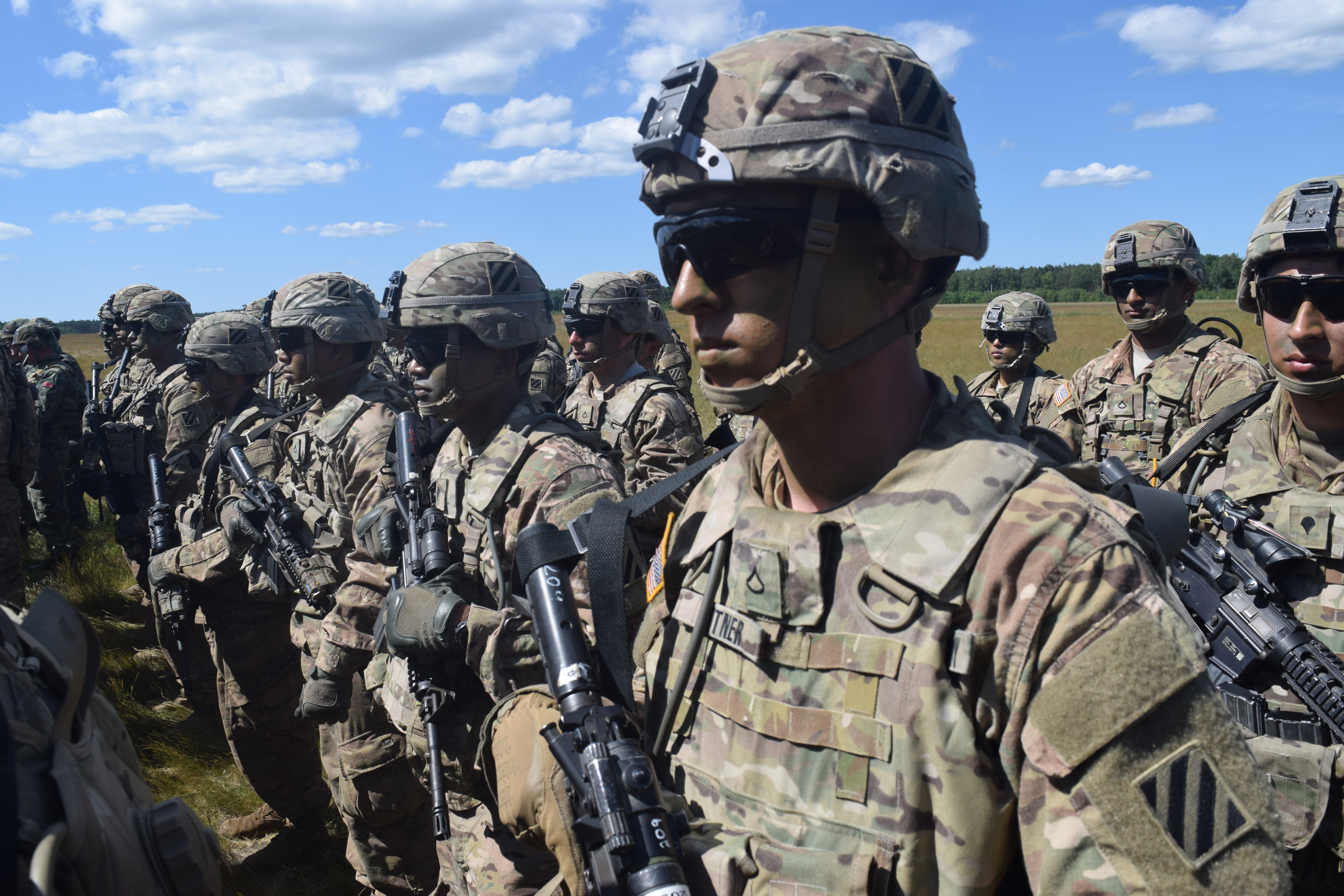
Soldaten des 1st Armored Brigade Combat Team, 3rd US-Infantry Division während der Eröffnungszeremonie

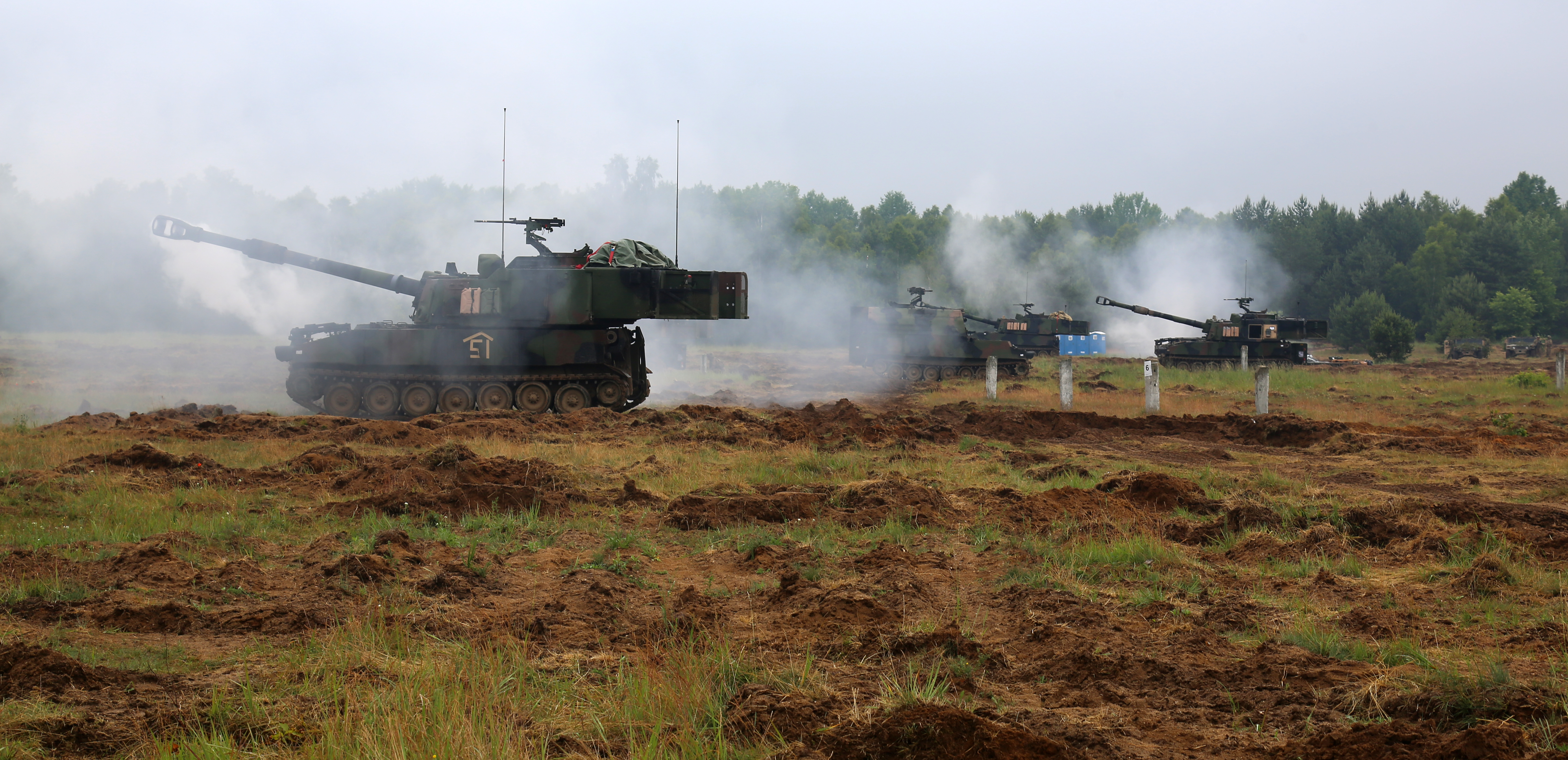
Schießübung bei Drawsko Pomorskie

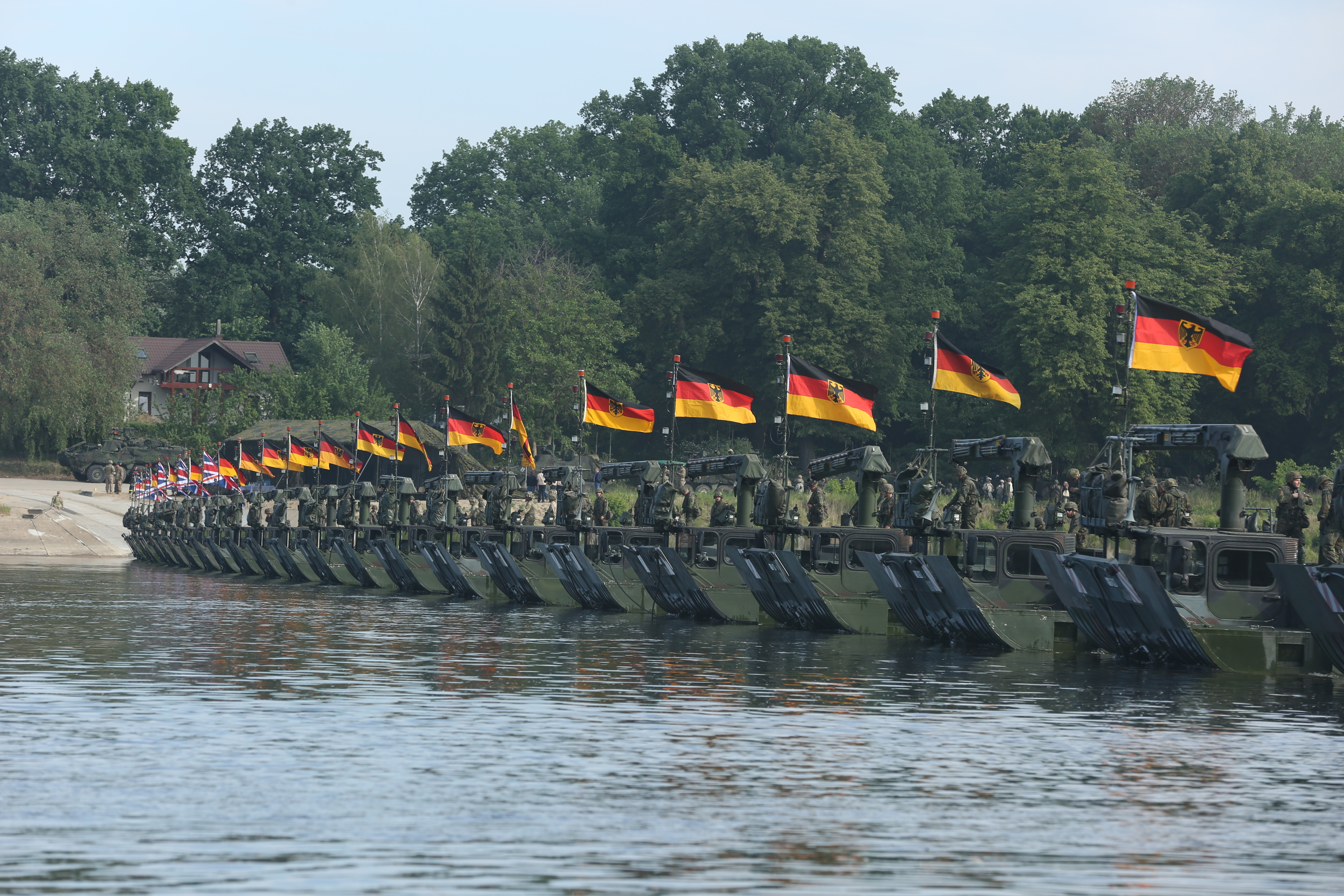
Deutsche und britische Amphibienfahrzeuge beim Brückenschlag von Chełmno

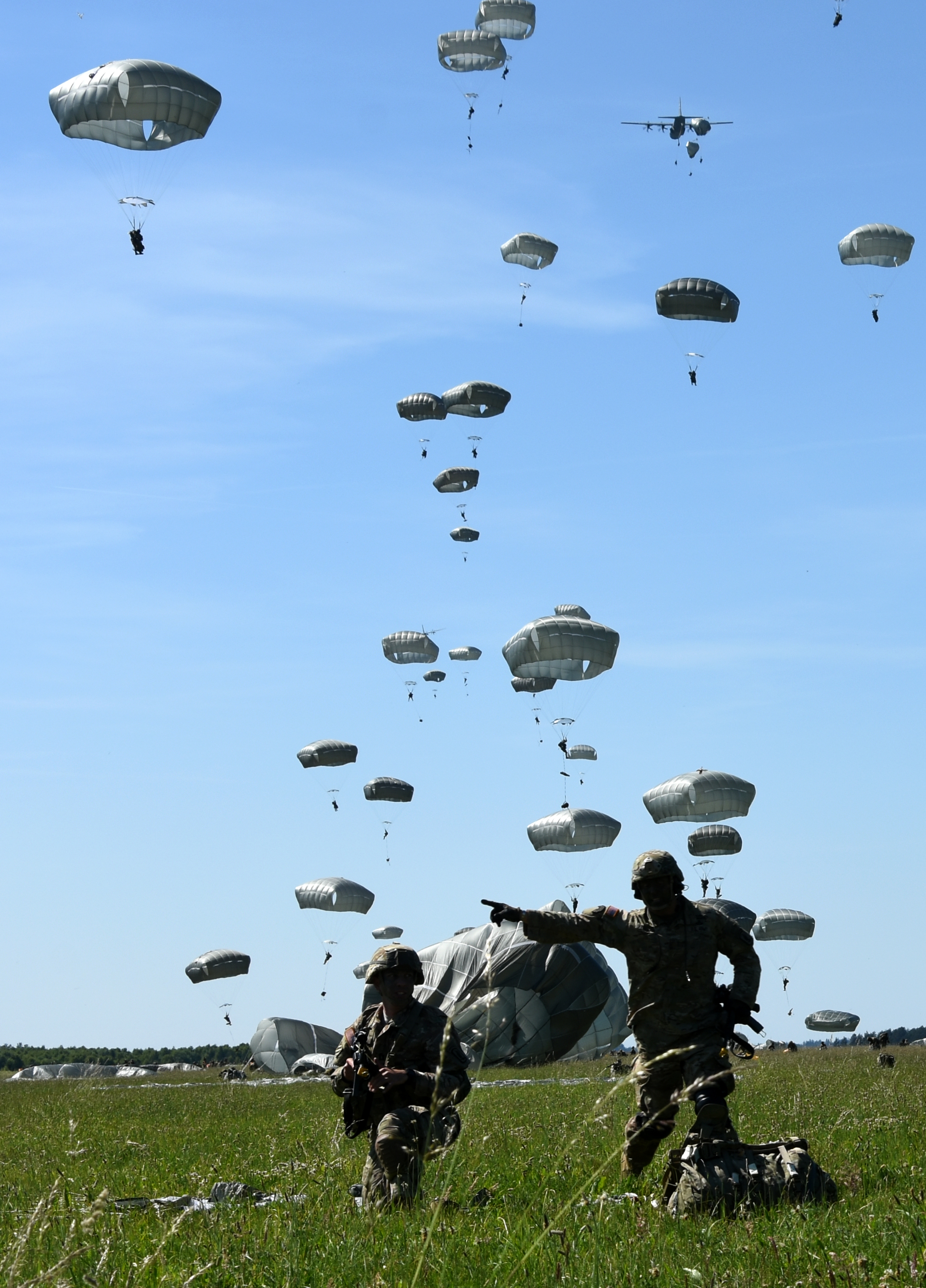
Luftlandung während des Manövers

Anakonda 16 war ein Großmanöver der polnischen Armee und polnischer Freiwilligenverbände unter Beteiligung der NATO, das vom 7. bis zum 17. Juni 2016 in Nordpolen stattfand. Mehr als 31.000 Soldaten aus 24 NATO- und Partnerländern (u. a. Polen, Estland, Lettland, Litauen, Großbritannien, Kanada, den Niederlanden, Tschechien, Ungarn und den Vereinigten Staaten) übten hierbei die Abwehr eines Angriffes eines „Landes aus dem Norden“.

## Geschichte
Die Übung fiel in eine Zeit, in der das Verhältnis der NATO zum polnischen Nachbarn Russland durch verschiedene Konflikte wie der russischen Beteiligung am Syrischen Bürgerkrieg, der Annexion der Krim und dem Krieg in der Ostukraine, angespannt ist.
Die Übung Anakonda, formal eine nationale Übung des polnischen Verteidigungsministeriums, findet seit 2006 alle zwei Jahre statt. Auf Drängen Warschaus nahmen jedoch im Jahr 2016 viele weitere NATO-Mitglieder und besonders die Vereinigten Staaten an der Übung teil. Beobachter gehen davon aus, dass dies dem Bündnis selbst ungelegen kam, da es den Dialog mit Russland reanimieren wollte, während "in Polen Krieg gespielt" wird.

## Beteiligte Truppen
Die Großübung, die im Kern vom 7. bis 17. Juni 2016 stattfand und das größte Militärmanöver in Polen seit 25 Jahren darstellte, stand unter der operativen Gesamtleitung von Generalleutnant Marek Tomaszycki, Befehlshaber der polnischen Streitkräfte, unter der Beteiligung von Generalleutnant Frederick B. Hodges, Kommandeur der U.S. Army Europe (USAREUR), dem Allied Land Command (LANDCOM) und dem multinationalen Korps Nordost (MNC-NE).
Das Manöver, das in „Force User“ und „Force Provider“ gegliedert war, sah kombinierte Bewegungen der Streitkräfte des Heeres, der Luftlandetruppen, amphibischer Landungstruppen, Marine, Luftwaffe und Spezialkräften vor. Insgesamt waren 12.000 polnische Soldaten, zwei Korps und drei Divisionen (zwei polnische und eine US-amerikanische), zwölf Brigaden und eine Reihe von Untereinheiten als "Schnelle Nato-Eingreiftruppe" beteiligt. Im Einsatz waren 3000 Fahrzeuge, darunter Leopard 2A4-Kampfpanzer und gepanzerte Rosomak-Truppentransporter. An den Luftoperationen waren überwiegend Kampfflugzeuge vom Typ F-16 im Einsatz.

## Auftrag
Ziel der Übung ist eine Antwort auf mehrere Bedrohungsszenarien durch einen möglichen Einfall eines Aggressors und soll darüber hinaus die Bündnisstabilität der alliierten Partner festigen.
Die Übung trägt dabei einen rein defensiven Charakter und gilt als Leistungstest der Interoperabilität der NATO-Partner während einer gemeinsamen Übung. Polen, das durch diese Übung an seinem größten Militärmanöver seit 1989 teilnimmt, übernimmt dabei die Aufgabe des Host Nation Support (HNS). Den Kern bilden hierbei Verteidigungsaufträge und das rasche Zuführen von alliierten Reserven. So wurden beispielsweise US-Luftlandetruppen, mit Transportmaschinen Boeing C-17 Globemaster, Lockheed C-130 Hercules und C-295M, direkt aus Fort Bragg in North Carolina in ihr Einsatzgebiet, unter anderem bei Świdwin verlegt. Sie hatten dabei nach kurzer Vorwarnzeit Gefechtsbereitschaft herzustellen und den Operationsplan auszuarbeiten. Erstmals wurden im Rahmen von „Anakonda 16“ auch Gefechtsszenarien aus dem Cyberspace simuliert. Die Gesamtübung war in zahlreiche Teilübungen untergliedert. Eine weitere Teilübung der polnischen Freiwilligenverbände, wie FIA Defence Association (Fideles et Instructi Armis), Obronanarodowa.pl, Legia Akademicka und ZS „Strzelec“ fand in Wędrzyn, Biała Góra, Orzysz und Dęba statt.

## Ablauf
„Ziel der Übungen ist die Überprüfung der Fähigkeit der NATO-Staaten, das Territorium der Ostflanke der Allianz zu verteidigen“, so der polnische Verteidigungsminister Antoni Macierewicz. Während der Übung wurden verschiedene Gefechtssituationen vorgegeben. Ausrichter des Manövers, welches in diesem Fall zwar unter Beteiligung aber nicht unter dem Dach der NATO stand, war Polen. Die Übung fand an verschiedenen Orten in Polen statt; teilweise sogar in Nähe der belarussischen Grenze. In Westpolen simulierten Luftstreitkräfte die Übernahme bestimmter Territorien, damit gepanzerte Verbände sicher nachstoßen konnten. Östlich der Weichsel fand eine größere Luftlandeoperation statt. Der Bau der Kriegsbrücke bei Chelmno sollte die Truppenbewegung ins Baltikum ermöglichen. Dabei überquerten die Kräfte einen Großteil des polnischen Staatsgebietes.
Auf Seite der Artillerie kamen auch Raketenwerfer des High Mobility Artillery Rocket System (HIMARS) zum Einsatz. Neben einer Luftlandung von 2000 Fallschirmjägern, einer Überquerung der Weichsel bei Chełmno durch Pioniere, war es ein weiteres Ziel der Übung, unter anderem auch verschiedene Szenarien der elektronischen Kampfführung einzustudieren. Die Versorgung der kämpfenden Truppen wird durch Nachschubeinheiten der 16th Sustainment Brigade (“Knights Brigade”) sichergestellt. Ein Verband, der von Baumholder nach Toruń verlegt wurde und außerdem für den Nachschub der Manöver Swift Response und Saber Strike, die teilweise zeitgleich stattfinden, verantwortlich ist. Gemeinsam mit der polnischen 3rd Surface to Air Missile Brigade und der britischen 19th Tank Transporter Squadron, führt das 10th Army Air and Missile Defense Command (10th AAMDC) das feindliche Bedrohungsszenario die Entscheidung und den Abschluss des Manövers herbei.

### Chronologische Reihenfolge
- 06. Juni: Eröffnungszeremonie an der Akademie für Nationale Verteidigung in Warschau[4]
- 07. Juni: Luftlandung von 2.000 polnischen, US-amerikanischen und britischen Fallschirmjägern bei Toruń[4]
- 08. Juni: Brückenschlag multinationaler Pionierverbände über die Weichsel bei Chełmno, welche den Transport von 300 Fahrzeugen ermöglichen, die zum Manöver Saber Strike im Baltikum verlegen[4]
- 09. Juni: Gefechtsschießen der Heeresflugabwehrtruppe in Abwehr feindlicher Flugzeuge und Raketen bei Ustka[4]
- 10. Juni: Nachtangriff der polnischen und US-amerikanischen Fallschirmjäger, die mit 35 Hubschraubern in die Landezone verlegt wurden[4]
- 11. Juni: Simulation eines ABC-Angriffs in Zusammenarbeit mit der Sanitätstruppe[4]
- 11. Juni: Gewässerüberquerung eines britischen Bataillons über die Oder bei Biała Góra, Nähe Krosno Odrzańskie[4]
- 13. Juni: Leistungsdemonstration der amphibischen Pioniere bei Chełmno[4]
- 14. Juni: “Observer’s Day” – Tag der Militärbeobachter auf dem Übungsgelände von Wędrzyn[4]
- 15. Juni: Panzerbataillone überqueren die Pionierbrücke bei Chełmno[4]
- 16. Juni: DV-Day im Training Centre Drawsko (Drawsko Pomorskie)[4]
- 17. Juni: Abschlusszeremonie an der Akademie für Nationale Verteidigung[4]

### Kriegsbrücke bei Chelmno
Eine besondere Herausforderung stellte der Bau einer Kriegsbrücke über die 350 Meter breite Weichsel dar. Die Stelle wurde gewählt, da hier die minimale Wassertiefe von einem Meter bei einer maximalen Strömungsgeschwindigkeit von zwei Metern pro Sekunde beträgt. Dazu wurde der exakte Abstand zwischen den beiden Ufern vermessen und anhand dieser Größe die Anzahl der Amphibien und die Bauweise der Brücke festgelegt. Mithilfe der Amphibien wurden größere Brückenabschnitte gekoppelt. Aufgabe des 600 Mann starken multinationalen Pionierverbandes war es, Kampfpanzern und schweren Radfahrzeugen innerhalb kürzester Zeit einen Gewässerübergang für ein US-amerikanisches Kavallerieregiment und ein polnisches mechanisiertes Infanteriebataillon zu ermöglichen. Nach erfolgreichem Brückenschlag sollten 250 Gefechtsfahrzeuge pro Stunde das Gewässer überqueren können. Dies wurde mit einem amphibischen und einem Faltschwimmbrückensystem ermöglicht. Beteiligt waren auch deutsche Panzerpioniere des Panzerpionierbataillons 130 mit Brückenlegesystemen aus Minden und Havelberg unter der Führung von Oberstleutnant Thorsten Schwiering. Dabei stellte das Panzerpionierbataillon den Leitverband des Brückenschlages dar. Der Mindener Pionierverband, als Teil der Very High Readiness Joint Task Force (VJTF) und Speerspitze der NATO, hatte unmittelbar danach die Einsatzbereitschaft für einen Folgeauftrag herzustellen.

### Luftlandungen

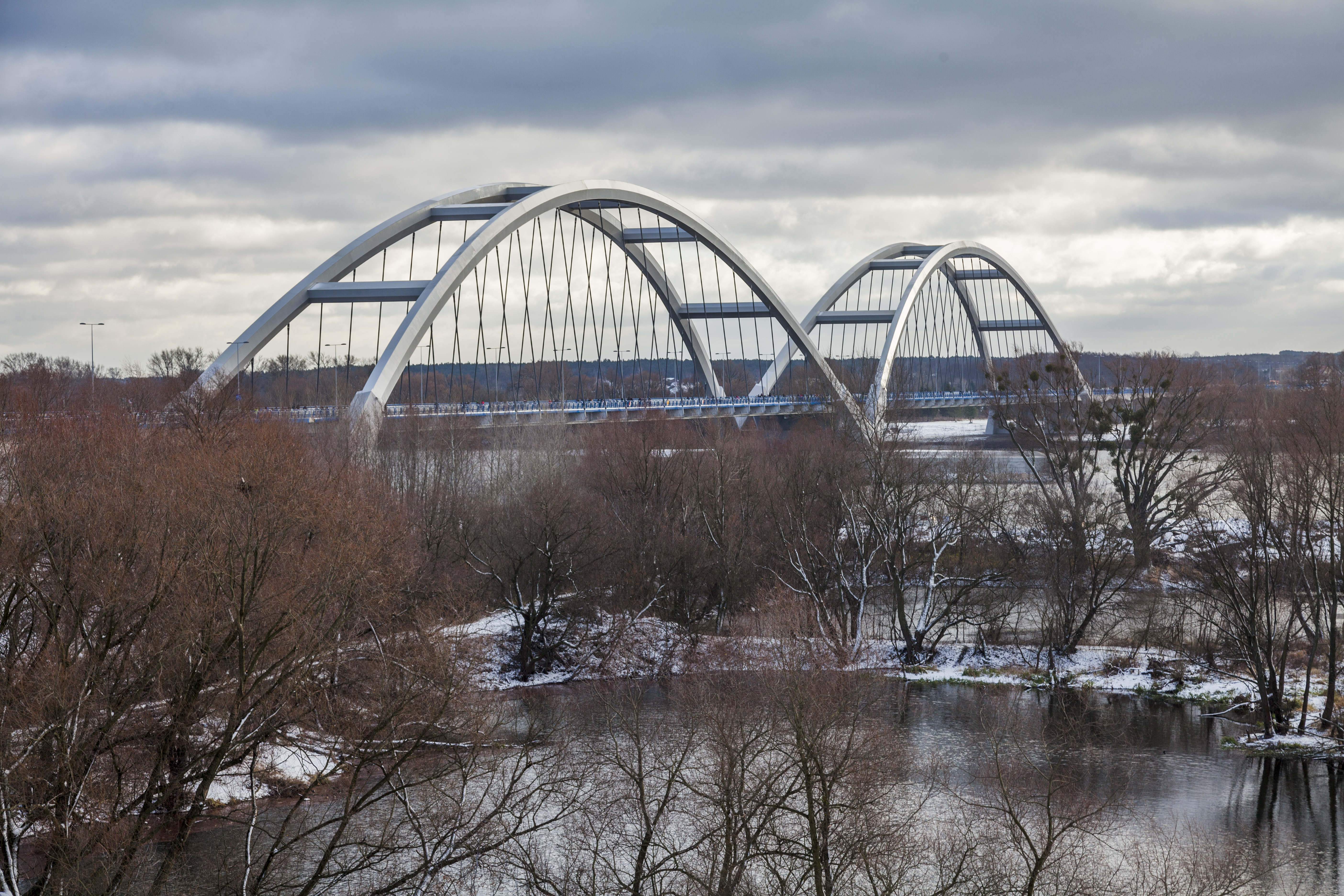
Gen. Elżbieta Zawacka-Brücke in Toruń

30 Transportmaschinen flogen die Luftlandetruppen in ihr Zielgebiet bei Toruń. Es handelte sich um 400 Fallschirmjäger des 16. Luftlandebataillons der 6. Fallschirmjägerbrigade aus Krakau, 500 US-amerikanische Fallschirmjäger der 82th Airborne Division und 230 britische Fallschirmjäger der 16 Air Assault Brigade. Sie nahmen in der Nähe ihrer Absprungszone "Kijewo" mehrere militärische Einrichtungen ein, während der Hauptangriff der Gen. Elżbieta-Zawacka-Brücke in Toruń selbst galt.
Eine weitere Luftlandung wurde bei Świdwin von der 173th US-Airborne Brigade durchgeführt.

## Kritik
Jochen Bittner beobachtete bei der Übung Ausrüstungsmängel und fällte in seinem Bericht ein vernichtendes Urteil über die Verteidigungsfähigkeit der NATO: „Die westliche Allianz schafft es auch nach fast zwanzig Jahren gemeinsamer Auslandseinsätze nicht, wie eine Truppe zu operieren.“ Er zitiert den ebenfalls teilnehmenden US-General Ben Hodges, demzufolge die NATO nicht in der Lage wäre, die baltischen Staaten vor einem Angriff der russischen Streitkräfte zu schützen: „Russland könnte die baltischen Staaten schneller erobern, als wir dort wären, um sie zu verteidigen.“
Auch wurde die Beteiligung von Ländern wie Georgien und der Ukraine als kritisch gesehen. „Jedes noch so kleine Missgeschick, das die Russen missverstehen oder sich entscheiden falsch zu deuten, könnte eine Offensive auslösen“ und dies könne zu einem „Alptraum-Szenario“ führen, so hieß es von einem europäischen Verteidigungsexperten. „Die Übung trage nicht dazu bei, eine Atmosphäre von Vertrauen und Sicherheit zu schaffen“, wurde vom Kremlsprecher Dmitri Peskow verlautbart.